# Купаж
Купаж, купажиране (blending) е смесване на изходни продукти (материали) и вкусови (или хранителни) добавки в определено съотношение.
Използва се в производството на алкохолни и безалкохолни напитки, вина - от различни сортове грозде, чай, кафе, пчелен мед и др. под. Купажът няма отношение към фалшификацията и влошаване качеството на продуктите. Напротив, твърде често купажирането е необходим технологичен стадий за получаването на продукт с определени качествени характеристики (например, при производството на шампански вина).
Купажирането е важен етап от винопроизводството. По същество купажирането е процес на смесване на две или повече вина за постигане на определени качества в крайния продукт. Най-често се използва за:
- постигане на определен стил вино;
- стандартизиране на продукта;
- постигане на най-добър баланс и комплексност от различни сортове, райони и лозя.

Купажирането се прави не само за получаване на купажни вина и за подобряване на техния вкус, цвят, трайност и аромат, но и за съхраняването на неговата типичност или специфика: уеднаквяване качеството на вината от различни реколти, съответствие с определени показатели (съдържание на спирт, захари, киселини и т.н.) и получаване на традиционни за определен регион вина, които задължително се правят от различни сортове грозде.